# Alpiner Far East Cup 2015/16
Die Saison 2015/16 des alpinen Far East Cups wurde von Mitte Dezember 2015 bis Anfang April 2016 an elf Austragungsorten in der Volksrepublik China, in Südkorea, in Japan und im Osten Russlands veranstaltet. Sie gehörte – wie die anderen Kontinentalrennserien der FIS – zum Unterbau des Weltcups. Für Herren und Damen wurden jeweils 32 Rennen organisiert, wobei beide Konkurrenzen jeweils gleichzeitig stattfanden.

## Podestplatzierungen Herren

### Abfahrt
| Datum      | Ort                | 1. Platz             | 2. Platz             | 3. Platz             |
| ---------- | ------------------ | -------------------- | -------------------- | -------------------- |
| 27.01.2016 | Jeongseon (KOR)    | Wettkämpfe abgesagt. | Wettkämpfe abgesagt. | Wettkämpfe abgesagt. |
| 28.01.2016 | Jeongseon (KOR)    | Wettkämpfe abgesagt. | Wettkämpfe abgesagt. | Wettkämpfe abgesagt. |
| 02.04.2016 | Ontake/Ōtaki (JPN) | Wettkämpfe abgesagt. | Wettkämpfe abgesagt. | Wettkämpfe abgesagt. |

### Super-G
| Datum      | Ort            | 1. Platz         | 2. Platz            | 3. Platz      |
| ---------- | -------------- | ---------------- | ------------------- | ------------- |
| 15.03.2016 | Baikalsk (RUS) | Iwan Kusnezow    | Alexander Andrienko | Fedor Mjagkow |
| 16.03.2016 | Baikalsk (RUS) | Artem Borodaikin | Pawel Trichitschew  | Simon Jefimow |

### Riesenslalom
| Datum      | Ort                        | 1. Platz             | 2. Platz            | 3. Platz          |
| ---------- | -------------------------- | -------------------- | ------------------- | ----------------- |
| 17.12.2015 | Wanlong Ski Resort (CHN)   | Dmitri Uljanow       | Jewgeni Pjasik      | Alexei Schilin    |
| 18.12.2015 | Wanlong Ski Resort (CHN)   | Hideyuki Narita      | Alexei Schilin      | Jewgeni Pjasik    |
| 20.01.2016 | Yongpyong Ski Resort (KOR) | Jewgeni Pjasik       | Sergei Maitakow     | Masanori Shin     |
| 21.01.2016 | Yongpyong Ski Resort (KOR) | Jewgeni Pjasik       | Sergei Maitakow     | Masanori Shin     |
| 03.03.2016 | Nozawa Onsen (JPN)         | Bernhard Binderitsch | Magnus Walch        | Gustav Lundbäck   |
| 04.03.2016 | Nozawa Onsen (JPN)         | Kyung Sung-hyun      | Hideyuki Narita     | Jung Dong-hyun    |
| 17.03.2016 | Baikalsk (RUS)             | Kryštof Krýzl        | Pawel Trichitschew  | Sergei Maitakow   |
| 18.03.2016 | Baikalsk (RUS)             | Kryštof Krýzl        | Pawel Trichitschew  | Sergei Maitakow   |
| 22.03.2016 | Juschno-Sachalinsk (RUS)   | Pawel Trichitschew   | Alexander Andrienko | Sergei Maitakow   |
| 23.03.2016 | Juschno-Sachalinsk (RUS)   | Sergei Maitakow      | Pawel Trichitschew  | Wladislaw Nowikow |

### Slalom
| Datum      | Ort                      | 1. Platz         | 2. Platz           | 3. Platz               |
| ---------- | ------------------------ | ---------------- | ------------------ | ---------------------- |
| 15.12.2015 | Wanlong Ski Resort (CHN) | Kim Hyeon-tae    | Kyung Sung-hyun    | Dmitri Uljanow         |
| 16.12.2015 | Wanlong Ski Resort (CHN) | Ryūnosuke Ōkoshi | Kim Hyeon-tae      | Jung Dong-hyun         |
| 14.01.2016 | Bear’s Town (KOR)        | Ryūnosuke Ōkoshi | Jung Dong-hyun     | Sergei Maitakow        |
| 15.01.2016 | Bear’s Town (KOR)        | Jung Dong-hyun   | Sergei Maitakow    | Ryūnosuke Ōkoshi       |
| 18.01.2016 | Jisan Resort (KOR)       | Ryūnosuke Ōkoshi | Jewgeni Pjasik     | Masanori Shin          |
| 19.01.2016 | Jisan Resort (KOR)       | Jung Dong-hyun   | Jewgeni Pjasik     | Sergei Maitakow        |
| 29.02.2016 | Hakuba (JPN)             | Jung Dong-hyun   | Shun Nakamura      | Matthias Tippelreither |
| 01.03.2016 | Hakuba (JPN)             | Ryūnosuke Ōkoshi | Kristaps Zvejnieks | Johannes Strolz        |
| 06.03.2016 | Shigakōgen (JPN)         | Jung Dong-hyun   | Ryūnosuke Ōkoshi   | Kyōsuke Kono           |
| 07.03.2016 | Shigakōgen (JPN)         | Jung Dong-hyun   | Kristaps Zvejnieks | Johannes Strolz        |
| 20.03.2016 | Juschno-Sachalinsk (RUS) | Kryštof Krýzl    | Sergei Maitakow    | Pawel Trichitschew     |
| 21.03.2016 | Juschno-Sachalinsk (RUS) | Naoki Yuasa      | Kryštof Krýzl      | Sergei Maitakow        |

## Podestplätze Damen

### Abfahrt
| Datum      | Ort                | 1. Platz             | 2. Platz             | 3. Platz             |
| ---------- | ------------------ | -------------------- | -------------------- | -------------------- |
| 27.01.2016 | Jeongseon (KOR)    | Wettkämpfe abgesagt. | Wettkämpfe abgesagt. | Wettkämpfe abgesagt. |
| 28.01.2016 | Jeongseon (KOR)    | Wettkämpfe abgesagt. | Wettkämpfe abgesagt. | Wettkämpfe abgesagt. |
| 02.04.2016 | Ontake/Ōtaki (JPN) | Wettkämpfe abgesagt. | Wettkämpfe abgesagt. | Wettkämpfe abgesagt. |

### Super-G
| Datum      | Ort            | 1. Platz             | 2. Platz            | 3. Platz             |
| ---------- | -------------- | -------------------- | ------------------- | -------------------- |
| 15.03.2016 | Baikalsk (RUS) | Katarina Lavtar      | Wladislawa Burejewa | Darja Owtschinnikowa |
| 16.03.2016 | Baikalsk (RUS) | Darja Owtschinnikowa | Katarina Lavtar     | Tina Robnik          |

### Riesenslalom
| Datum      | Ort                        | 1. Platz               | 2. Platz             | 3. Platz               |
| ---------- | -------------------------- | ---------------------- | -------------------- | ---------------------- |
| 17.12.2015 | Wanlong Ski Resort (CHN)   | Martina Dubovská       | Asa Andō             | Sakurako Mukōgawa      |
| 18.12.2015 | Wanlong Ski Resort (CHN)   | Asa Andō               | Haruna Ishikawa      | Martina Dubovská       |
| 20.01.2016 | Yongpyong Ski Resort (KOR) | Emi Hasegawa           | Asa Andō             | Katarina Lavtar        |
| 21.01.2016 | Yongpyong Ski Resort (KOR) | Emi Hasegawa           | Katarina Lavtar      | Kateřina Pauláthová    |
| 03.03.2016 | Nozawa Onsen (JPN)         | Asa Andō               | Alex Tilley          | Sakurako Mukōgawa      |
| 04.03.2016 | Nozawa Onsen (JPN)         | Alex Tilley            | Asa Andō             | Adriana Jelinkova      |
| 17.03.2016 | Baikalsk (RUS)             | Katarina Lavtar        | Tina Robnik          | Darja Owtschinnikowa   |
| 18.03.2016 | Baikalsk (RUS)             | Tina Robnik            | Katarina Lavtar      | Darja Owtschinnikowa   |
| 22.03.2016 | Juschno-Sachalinsk (RUS)   | Anastassija Romanowa   | Darja Owtschinnikowa | Jekaterina Tkatschenko |
| 23.03.2016 | Juschno-Sachalinsk (RUS)   | Anastassija Silantjewa | Darja Owtschinnikowa | Jekaterina Tkatschenko |

### Slalom
| Datum      | Ort                      | 1. Platz               | 2. Platz             | 3. Platz            |
| ---------- | ------------------------ | ---------------------- | -------------------- | ------------------- |
| 15.12.2015 | Wanlong Ski Resort (CHN) | Martina Dubovská       | Konatsu Hasumi       | Haruna Ishikawa     |
| 16.12.2015 | Wanlong Ski Resort (CHN) | Martina Dubovská       | Haruna Ishikawa      | Asa Andō            |
| 14.01.2016 | Bear’s Town (KOR)        | Darja Owtschinnikowa   | Kateřina Pauláthová  | Asa Andō            |
| 15.01.2016 | Bear’s Town (KOR)        | Asa Andō               | Darja Owtschinnikowa | Haruna Ishikawa     |
| 18.01.2016 | Jisan Resort (KOR)       | Maruša Ferk            | Darja Owtschinnikowa | Haruna Ishikawa     |
| 19.01.2016 | Jisan Resort (KOR)       | Maruša Ferk            | Darja Owtschinnikowa | Kateřina Pauláthová |
| 29.02.2016 | Hakuba (JPN)             | Emi Hasegawa           | Alex Tilley          | Haruna Ishikawa     |
| 01.03.2016 | Hakuba (JPN)             | Emi Hasegawa           | Alex Tilley          | Emiko Kiyosawa      |
| 06.03.2016 | Shigakōgen (JPN)         | Alex Tilley            | Nevena Ignjatović    | Lelda Gasuna        |
| 07.03.2016 | Shigakōgen (JPN)         | Nevena Ignjatović      | Emiko Kiyosawa       | Sakurako Mukōgawa   |
| 20.03.2016 | Juschno-Sachalinsk (RUS) | Jekaterina Tkatschenko | Xenija Alopina       | Slowenien           |
| 21.03.2016 | Juschno-Sachalinsk (RUS) | Jekaterina Tkatschenko | Xenija Alopina       | Asa Andō            |

## Disziplinenwertungen

### Herren
| Disziplin           | 1. Platz         | 1. Platz | 2. Platz           | 2. Platz | 3. Platz            | 3. Platz |
| Disziplin           | Name             | Punkte   | Name               | Punkte   | Name                | Punkte   |
| ------------------- | ---------------- | -------- | ------------------ | -------- | ------------------- | -------- |
| Gesamtwertung       | Jung Dong-hyun   | 955      | Ryūnosuke Ōkoshi   | 859      | Sergei Maitakow     | 782      |
| Super-G-Wertung     | Artem Borodaikin | 150      | Iwan Kusnezow      | 140      | Alexander Andrienko | 130      |
| Riesenslalomwertung | Sergei Maitakow  | 440      | Sebastian Holzmann | 379      | Jewgeni Pjasik      | 370      |
| Slalomwertung       | Jung Dong-hyun   | 764      | Ryūnosuke Ōkoshi   | 671      | Kim Hyeon-tae       | 400      |

### Damen
| Disziplin           | 1. Platz        | 1. Platz | 2. Platz             | 2. Platz | 3. Platz             | 3. Platz |
| Disziplin           | Name            | Punkte   | Name                 | Punkte   | Name                 | Punkte   |
| ------------------- | --------------- | -------- | -------------------- | -------- | -------------------- | -------- |
| Gesamtwertung       | Asa Andō        | 1099     | Darja Owtschinnikowa | 1069     | Haruna Ishikawa      | 932      |
| Super-G-Wertung     | Katarina Lavtar | 180      | Darja Owtschinnikowa | 160      | Wladislawa Burejewa  | 116      |
| Riesenslalomwertung | Asa Andō        | 568      | Darja Owtschinnikowa | 460      | Wladislawa Burejewa  | 363      |
| Slalomwertung       | Haruna Ishikawa | 602      | Asa Andō             | 515      | Darja Owtschinnikowa | 449      |